# A szabadság rabszolgái
A szabadság rabszolgái är ett musikalbum som släpptes år 1997 av den ungerska musikgruppen Bikini.

## Låtlista
1. Csak Dolgozni Ne Kelljen
2. Valóság Állomás
3. Sok Itt a Dudás
4. Eltűnt az Élet az Utcánkból
5. Hajnal
6. Ha Lenne Holnap
7. A Szabadság Rabszolgái
8. Füstmérgezés
9. Vidám a Helyzet
10. Hazafelé
11. Már Semmit Sem Érzek
12. Dalolok a Máról